# Polina Miller
Polina Miller (pron. Míller; San Petersburgo; 23 de febrero de 1988) es una gimnasta artística rusa, medallista de bronce en 2006 en el concurso por equipos.

## 2006
En el Mundial celebrado en Aarhus (Dinamarca) consigue el bronce en el concurso por equipos, tras China (oro) y Estados Unidos (plata), siendo sus compañeras de equipo: Anna Grudko, Svetlana Klyukina, Anna Pavlova, Kristina Pravdina y Elena Zamolodchikova.